# Rae Berger
Rae Berger (26 marzo 1877 – 9 novembre 1931) è stato un attore e regista statunitense che lavorò nel cinema all'epoca del muto.

## Filmografia

### Attore
- Little Chrysanthemum - cortometraggio (1915)
- The Redemption of the Jasons, regia di Archer MacMackin - cortometraggio (1915)
- The Mollycoddle, regia di Archer MacMackin - cortometraggio (1915)
- The Guy Upstairs, regia di Archer MacMackin - cortometraggio (1915)
- His College Wife, regia di Archer MacMackin - cortometraggio (1915)
- Betty's First Sponge Cake, regia di Archer MacMackin - cortometraggio (1915)
- Cupid Takes a Taxi, regia di Archer MacMackin - cortometraggio (1915)
- The Honeymooners, regia di Archer MacMackin - cortometraggio (1915)
- His Mysterious Profession, regia di Archer MacMackin - cortometraggio (1915)
- Incognito, regia di Archer MacMackin - cortometraggio (1915)
- Love, Mumps and Bumps, regia di Archer MacMackin - cortometraggio (1915)
- Mother's Busy Week, regia di Archer MacMackin - cortometraggio (1915)
- Two Hearts and a Thief, regia di John Francis Dillon - cortometraggio (1915)
- Author! Author!, regia di William Bertram - cortometraggio (1915)
- The Madonna, regia di Archer MacMackin - cortometraggio (1915)
- The First Quarrel
- The Craving, regia di Charles Bartlett (1916)
- Johnny's Jumbles, regia di Archer MacMackin - cortometraggio (1916)
- Dynamite, regia di Gilbert Pratt (1920)
- Colorado Pluck, regia di Jules Furthman (1921)

### Regista
- The Overcoat (1916)
- Purity
- A Million for Mary (1916)
- The Three Pals (1916)
- The Voice of Love (1916)
- Bluff (1916)
- The Valley of Decision (1916)
- The Magic Eye (1918)
- Danger Within